# Fritz Beck
Fritz Beck  (n. 14 iulie 1889, Landsberg am Lech; d. 30 iunie/1 iulie 1934, Pădurea Gündinger din Lagărul de concentrare Dachau) a fost un activist politic german, cunoscut ca întemeietorul Asociației internaționale de ajutorare a studenților în München. După acest model vor lua naștere și în alte țări, organizații studențești similare. Fritz Beck era adeptul ideii că toți studenții sunt egali, indiferent de religie sau naționalitate. El a fost  asasinat de naziști în Noaptea cuțitelor lungi în Pădurea Gündinger.